# ハイパーゴリック推進剤
ハイパーゴリック推進剤（Hypergolic propellant, 自己着火性推進剤）は、2液（酸化剤と燃料）を混ぜるだけで爆発的に燃焼する（自己着火性の）推進剤である。
ハイパーゴリック推進剤は初期に設計されたロケットのエンジンや、スペースシャトルなどの宇宙機の軌道制御や姿勢制御に使う再着火回数要求が多いエンジン（静止衛星の軌道投入用のアポジエンジンなど）に使われている。

## 長所
ハイパーゴリックエンジンは2つの弁の開閉により2液を混ぜるだけで制御できるため、高い信頼性を求められる用途に用いられる。
常温・大気圧で液体であるため、極低温・高圧の液体酸素や液体水素と比べ長期保管が可能である。

## 短所
漏洩が火災や爆発に直結しやすい。
単体でも腐蝕性や毒性が強いものが多く、軽量化で素材や厚みが制約されるロケットやミサイルの燃料タンクに充填した状態では短期間しか保たない。発射中止で燃料を抜いた後に燃料系統の完全洗浄が必要になる。充填作業時は完全防護服の着用が必要になるなど取り扱いが難しい。

## 利用
宇宙ロケットでは特に旧ソ連側で好まれ、後身に当たるロシアや中国等でいまだに現役である。即応待機を必要とし発射タイミングを選べない弾道ミサイルでは燃料の保管性を買われ、大陸間弾道ミサイル(ICBM)から戦術弾道ミサイルのスカッドまで大小あらゆる種類に使用されていた。しかしその危険性のため、即応性でもさらに優る固体燃料ロケット推進へ現在までに大部分のミサイルが置き換わっている。旧ソ連では潜水艦発射型ミサイルでもハイパーゴリック推進剤が使用されていて何度か事故が起きている。
搭載燃料の大部分は非ハイパーゴリックだが、始動時のみの点火剤としてハイパーゴリックを用いる方式も存在する。SpaceXのマーリンエンジンは点火時にケロシンの代わりにトリエチルアルミニウム-トリエチルボラン(TEA-TEB)を流し込みLOXと自己着火を起こすことで点火剤として利用している。これにより強い熱ストレスに晒される点火プラグなしで再始動が可能となり着陸・再使用が容易になった。サターンVのF-1ロケットエンジンも同様にして点火される。

## 通常使用される組み合わせ
ヒドラジン-硝酸
（有毒だが安定）
アニリン-硝酸
（不安定, 爆発性）
過酸化水素-アニリン
（dust-sensitive, 爆発性）
非対称ジメチルヒドラジン (UDMH)-四酸化二窒素 (NTO)
（ロシアのロケットで良く使われる組み合わせ、他の組み合わせより反応性に乏しいが、決して不活性とは言えない）
プロトンロケットや、インド宇宙研究機関のPSLVの第二段、中国の長征シリーズの1段エンジンYF-20、ISSのズヴェズダのエンジンなどで使われている。
UDMH-抑制赤煙硝酸
MGM-52 Lanceミサイルシステムに使われている。（有毒で可燃性だが長期間燃料を充填したままでも安全）
モノメチルヒドラジン (MMH)-四酸化二窒素
スペースシャトルのOMS/RCS、アリアン5第二段のEPS、欧州補給機、ドラゴン宇宙船などに使われている。
エアロジン-50-四酸化二窒素
アポロ計画の月着陸船のエンジン、タイタンロケット、デルタロケットシリーズの第二段で使われたAJ-10エンジンなどで使用。
C液（メタノールやヒドラジン等の混合液）-T液（80%過酸化水素水）
メッサーシュミット Me163 ロケット戦闘機に使用（ヴァルター機関を参照のこと）
その他
- 宇宙ステーション補給機の1,2号機でも使われた他、多くの静止衛星アポジエンジンとして使われているアメリカ製のR-4DエンジンはMMHとMON3（窒素添加四酸化二窒素）の組み合わせを使用。日本のアポジエンジンBT-4 もこの組み合わせを使用している。
- PSLV第四段はMMHと（NOのN2O4ないしNO2溶液）の組み合わせを使っている。

## ハイパーゴリック推進剤を使用する主なロケットエンジン

### ヒドラジン系/四酸化二窒素
11D49
AJ-10
DU-802
L-2
L-2.5
LE-3
LR-87
LR-91
RD-0210
RD-0212
RD-0233
RD-0235
RD-0236
RD-0255
RD-216
RD-253
RD-262
RD-264
RD-270
RD-275
RD-802
RD-809
RD-810
RD-843
RD-855
RD-856
RD-857
RD-858
RD-859
RD-860
RD-861
RD-861K
RD-862
RD-863
RD-864
RD-866
RD-868
RD-869
S5.92
S5.98M
YF-1
YF-20
YF-23
YF-24
YF-25
YF-40
エスタス
バイキング
ヴィカース

### ヒドラジン系/過酸化水素
HWK 109-509
特呂二号原動機
アームストロング・シドレー ベータ

### ケロシン/過酸化水素
ブリストル シドレー ガンマ
アームストロング シドレー ステンター
デ・ハビランド スペクター

### 軽油/硝酸
BMW 109-718

### 非対称ジメチルヒドラジン/硝酸
Bell 8000
RD-216